# Chleb (Mała Fatra)

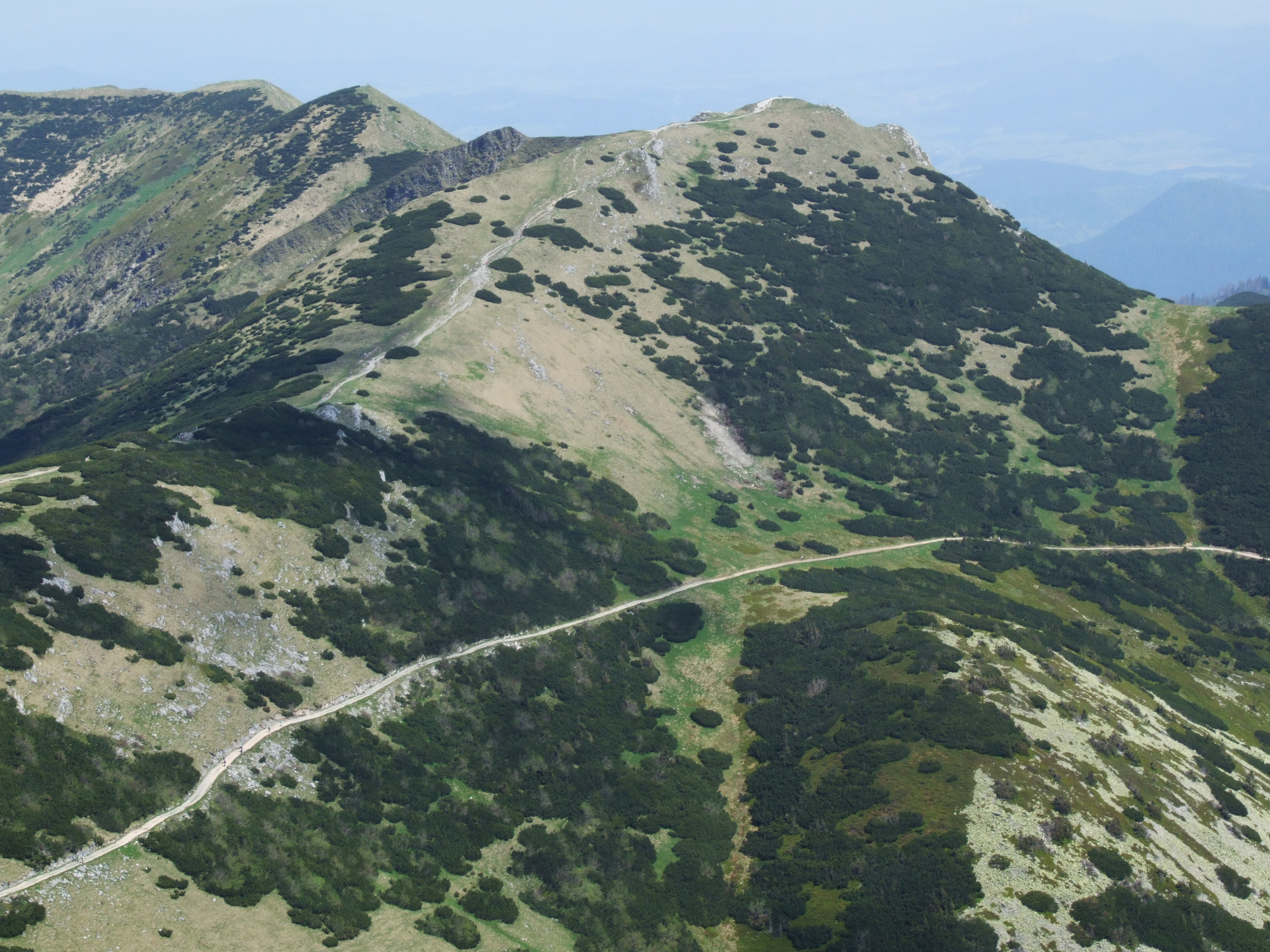
Chleb – widok z Wielkiego Krywania. Na dole widać zielony szlak do Chaty pod Chlebom

Chleb (1646 m) – trzeci co do wysokości szczyt w grupie górskiej Małej Fatry w Centralnych Karpatach Zachodnich na Słowacji.

## Położenie
Chleb znajduje się we wschodniej części Małej Fatry, w tzw. Krywańskiej Fatrze. Wznosi się w głównym grzbiecie tych gór, tuż na wschód od najwyższego Wielkiego Krywania (1709 m), oddzielony od niego Przełęczą Snilowską (1524 m). Zachodni grzbiet Chleba łagodnie opada ku siodłu Przełęczy Snilowskiej, północno-wschodni – równie łagodnie obniża się na Hromové (1636 m). W kierunku południowym, do Kotliny Turczańskiej Chleb wysyła grzbiet, rozpoczynający się przedwierzchołkiem zwanym Bochník. Grzbiet ten opływają dwa potoki; Snilovský potok i Úplazný potok. Głęboka dolina, którą płynie Snilovský potok to Snilovská dolina, na słowackiej mapie opisana jako Revaliovská dolina
Północne stoki Chleba (słow. Chlebské kotle), niezbyt strome, posiadają charakterystyczne, rozczłonkowane ukształtowanie, będące pozostałością po dawnych osuwiskach. Całe północne a także górna część południowych zboczy Chleba to obszar ochrony ścisłej – rezerwat przyrody Chleb.

## Turystyka
Szczyt Chleba jest dostępny szlakami turystycznymi. Jest doskonałym punktem widokowym. Pod szczytem od strony południowej, na wysokości 1415 m znajduje się schronisko turystyczne Chata pod Chlebom. Północne stoki góry tworzące rozległy kocioł, w którym długo zalega śnieg, są wykorzystywane do późnej wiosny przez narciarzy. 

## Szlaki turystyczne
odcinek: Snilovské sedlo – Chleb – Hromové – Steny – Poludňový grúň
  odcinek: Snilovské sedlo – Wielki Krywań – Mały Krywań